# Monochaetum hartwegianum
Monochaetum hartwegianum är en tvåhjärtbladig växtart som beskrevs av Charles Victor Naudin. Monochaetum hartwegianum ingår i släktet Monochaetum och familjen Melastomataceae. Inga underarter finns listade i Catalogue of Life.